# گرگ برهالتر
گرگ برهالتر (هلندی: Gregg Berhalter؛ زادهٔ ۱ اوت ۱۹۷۳)سرمربی تیم ملی فوتبال  ایالات متحده آمریکا است.
وی همچنین در تیم ملی فوتبال ایالات متحده آمریکا بازی کرده‌است.